# The Growlers
The Growlers — американський гурт із Південної Каліфорнії. Почали свою кар'єру в місті  Дейна-Пойнт, штат Каліфорнія, округу Орандж, у 2006 році. Зараз вони базуються в Коста-Месі. Наразі гурт складається зі співака Брукса Нільсена та клавішника/гітариста Кайла Страка. Вони випустили сім альбомів, кілька міні-альбомів і кілька синглів. Звук гурту був описаний як «фірмовий стиль музики, який якимось чином поєднує серф, поп, рок і біт», який отримав назву «пляжний гот».

## Історія
Співак Брукс Нільсен і музичний керівник/гітарист Метт Тейлор познайомилися в середній школі в пляжному містечку Дейна-Пойнт, штат Каліфорнія, під час серфінгу, катання на роликах і вечірок. Коли їм запропонували виступити на домашній вечірці, дует швидко написав свої перші шість пісень за один день, що призвело до першого втілення гурту, який згодом став The Growlers.
Після випуску кількох записаних власноруч касет і компакт-дисків The Growlers випустили свій перший студійний альбом Are You in or Out? у 2009 році на Everloving Records. Aquarium Drunkard описав його як «послідовне звучання та тон, який настільки ж приємний прямо або під час перемішування... У цілому, платівка є чудовою сумішшю хвилі кінця 60-х, народного спокою та серф-року». Їхній другий альбом, Hot Tropics, був випущений у 2010 році також на Everloving Records. Третій альбом гурту,  Hung at Heart, перший з Ентоні Брауном Перрі на басі та Джейсоном Кайзером на перкусії, вийшов у 2013 році. Спочатку група працювала з Деном Ауербахом над записом альбому, але готова версія так і не була офіційно випущена. Натомість група записала нову версію альбому в Коста-Месі, штат Каліфорнія, з Майком Макх’ю в його студії звукозапису Distillery, щоб отримати більш lo-fi звук.
23 вересня 2014 року був випущений їхній новий «дорослий, добре відшліфований» альбом «Chinese Fountain». Цей альбом був спродюсований JP Plunier у Seahorse Studios у Лос-Анджелесі, Каліфорнія. Під час гастролей над альбомом група розширила свою живу групу за допомогою перкусіоніста Ніка Мюррея.

## Дискографія

### Студійні альбоми
- Are You In or Out? (2009), Everloving Records
- Hot Tropics (2010), Everloving Records
- Hung at Heart (2013), Everloving Records (US), FatCat Records (UK & Europe), Smack Face Records (Australia & New Zealand)
- Chinese Fountain (2014), Everloving Records (US), FatCat Records (UK & Europe), Smack Face Records (Australia & New Zealand)
- City Club (2016), Cult Records (US/EU)
- Natural Affair (2019), Beach Goth Records & Tapes

### EPs
- Split Growlers/Thee Ludds (2011), Palmist, limited to 500 copies[13]
- Gay Thoughts/Uncle Sam's a Dick (2013), Ayo Silver[14]
- Gilded Pleasures (2013), Everloving Records (US), Smack Face Records (Australia & New Zealand)
- Lonely This Christmas (2017), Beach Goth Records & Tapes
- Dream World (2020), Beach Goth Records & Tapes
- Empty Bones / Graveyard's Full (2020) Beach Goth Records & Tapes

### Інші релізи
- Greatest Hits (2007), self-released
- Casual Acquaintances (2018) Beach Goth Records & Tapes (US)

### Сингли
- "Gay Thoughts" / "Feeling Good" (2011), Everloving, limited to 1000 copies on 7" vinyl[15]
- "Uncle Sam's a Dick" / "Drinking Song for Kids" (2012), no label, limited to 500 copies, of which 250 each were sold online and at concerts on 7" vinyl[16]
- "Late Bloomers" (2017), Cult Records LLC
- "Monotonia" (2017), Beach Goth Records & Tapes
- "California" (2017), Beach Goth Records & Tapes
- ”Who Loves The Scum?” (2018), Beach Goth Records & Tapes
- "Natural Affair" (2019), Beach Goth Records & Tapes
- "Foghorn Town" (2019), Beach Goth Records & Tapes
- "Try Hard Fool" (2019), Beach Goth Records & Tapes
- "Pulp Of Youth" (2019), Beach Goth Records & Tapes